# Chrysotoxum continum
Chrysotoxum continum är en tvåvingeart som beskrevs av Mario Bezzi 1915. Chrysotoxum continum ingår i släktet getingblomflugor, och familjen blomflugor. Inga underarter finns listade i Catalogue of Life.